# Troglohyphantes herculanus
Troglohyphantes herculanus este o specie de păianjeni din genul Troglohyphantes, familia Linyphiidae. A fost descrisă pentru prima dată de Kulczynski, 1894. Conform Catalogue of Life specia Troglohyphantes herculanus nu are subspecii cunoscute.